# Liste de cathédrales protégées aux monuments historiques de France
Cet article recense les cathédrales de France classées ou inscrites au titre des monuments historiques. Les anciennes cathédrales y figurent également. 

## Méthodologie
La liste prend en compte les édifices classés ou inscrits au titre des monuments historiques. La date correspond à l'année de protection.

## Statistiques

### Généralités
Au 31 décembre 2011, 101 cathédrales en activité sont protégées (97 édifices sont classés et 4 sont inscrits). Plusieurs dizaines d'anciennes cathédrales sont également protégées.
La quasi-totalité des cathédrales sont du culte catholique romain. Le reste des cathédrales protégées en activité est constitué d'une cathédrale du culte catholique oriental, une cathédrale anglicane, deux cathédrales du culte orthodoxe russe et une cathédrale du culte orthodoxe grec.
L'État est propriétaire de la plupart des cathédrales catholiques romaines toujours en activité (86 sur 96). Parmi les dix autres cathédrales, la cathédrale d'Ajaccio à la particularité d'avoir été cédée par l'État à la collectivité territoriale de Corse en 2002. Parmi les neuf cathédrales restantes, huit sont la propriété de la commune, comme la cathédrale de Toul, et la dernière, la cathédrale Notre-Dame-de-la-Treille, est la propriété d'une association diocésaine.

### Dates
Le graphique suivant résume le nombre d'actes de protection, pour les cathédrales en activité, par décennies :

## Liste des 179 cathédrales inscrites et classées
|     | Département             | Commune                     | Cathédrale                                                         | Date | Protection | Base Mérimée                         | Propriétaire                           | Type                | Culte               |
| --- | ----------------------- | --------------------------- | ------------------------------------------------------------------ | ---- | ---------- | ------------------------------------ | -------------------------------------- | ------------------- | ------------------- |
| 1   | Ain                     | Belley                      | Cathédrale Saint-Jean de Belley                                    | 1906 | Classée    | « PA00116300 », notice no PA00116300 | État                                   | Cathédrale          | Catholique romain   |
| 2   | Aisne                   | Laon                        | Cathédrale Notre-Dame de Laon                                      | 1840 | Classée    | « PA00115710 », notice no PA00115710 | Commune                                | Ancienne cathédrale | Catholique romain   |
| 3   | Aisne                   | Soissons                    | Cathédrale Saint-Gervais-et-Saint-Protais de Soissons              | 1862 | Classée    | « PA00115941 », notice no PA00115941 | État                                   | Cathédrale          | Catholique romain   |
| 4   | Allier                  | Moulins                     | Basilique-cathédrale Notre-Dame de l'Annonciation de Moulins       | 1875 | Classée    | « PA00093188 », notice no PA00093188 | État                                   | Cathédrale          | Catholique romain   |
| 5   | Alpes-de-Haute-Provence | Digne-les-Bains             | Cathédrale Notre-Dame-du-Bourg de Digne                            | 1840 | Classée    | « PA00080379 », notice no PA00080379 | Commune                                | Ancienne cathédrale | Catholique romain   |
| 6   | Alpes-de-Haute-Provence | Digne-les-Bains             | Cathédrale Saint-Jérôme de Digne                                   | 1906 | Classée    | « PA00080378 », notice no PA00080378 | État                                   | Cathédrale          | Catholique romain   |
| 7   | Alpes-de-Haute-Provence | Entrevaux                   | Cathédrale Notre-Dame-de-la-Sed d'Entrevaux                        | 1996 | Inscrite   | « PA04000005 », notice no PA04000005 | Établissement public communal          | Ancienne cathédrale | Catholique romain   |
| 8   | Alpes-de-Haute-Provence | Entrevaux                   | Cathédrale Notre-Dame-de-l'Assomption d'Entrevaux                  | 1996 | Classée    | « PA00080386 », notice no PA00080386 | Commune                                | Ancienne cathédrale | Catholique romain   |
| 9   | Alpes-de-Haute-Provence | Forcalquier                 | Concathédrale Notre-Dame-du-Bourguet de Forcalquier                | 1914 | Classée    | « PA00080396 », notice no PA00080396 | Commune                                | Ancienne cathédrale | Catholique romain   |
| 10  | Alpes-de-Haute-Provence | Senez                       | Cathédrale Notre-Dame-de-l'Assomption de Senez                     | 1910 | Classée    | « PA00080481 », notice no PA00080481 | Commune                                | Ancienne cathédrale | Catholique romain   |
| 11  | Alpes-de-Haute-Provence | Sisteron                    | Cathédrale Notre-Dame-des-Pommiers                                 | 1840 | Classée    | « PA00080491 », notice no PA00080491 | Commune                                | Ancienne cathédrale | Catholique romain   |
| 12  | Alpes-Maritimes         | Antibes                     | Cathédrale Notre-Dame-de-la-Platea d'Antibes                       | 1945 | Classée    | « PA00080653 », notice no PA00080653 | Commune                                | Ancienne cathédrale | Catholique romain   |
| 13  | Alpes-Maritimes         | Grasse                      | Cathédrale Notre-Dame-du-Puy de Grasse                             | 1920 | Classée    | « PA00080727 », notice no PA00080727 | Commune                                | Ancienne cathédrale | Catholique romain   |
| 14  | Alpes-Maritimes         | Nice                        | Cathédrale Sainte-Réparate de Nice                                 | 1906 | Classée    | « PA00080779 », notice no PA00080779 | État                                   | Cathédrale          | Catholique romain   |
| 15  | Alpes-Maritimes         | Nice                        | Cathédrale orthodoxe russe Saint-Nicolas                           | 1987 | Classée    | « PA00080780 », notice no PA00080780 | État étranger                          | Cathédrale          | Orthodoxe russe     |
| 16  | Alpes-Maritimes         | Tende                       | cathédrale Notre-Dame-de-l'Assomption de Tende                     | 1949 | Classée    | « PA00080880 », notice no PA00080880 | Commune                                | Ancienne cathédrale | Catholique romain   |
| 17  | Alpes-Maritimes         | Sospel                      | Cocathédrale Saint-Michel de Sospel                                | 1951 | Classée    | « PA00080864 », notice no PA00080864 | Commune                                | Ancienne cathédrale | Catholique romain   |
| 18  | Alpes-Maritimes         | Vence                       | Cathédrale de la Nativité-de-Marie de Vence                        | 1944 | Classée    | « PA00080910 », notice no PA00080910 | Commune                                | Ancienne cathédrale | Catholique romain   |
| 19  | Ardèche                 | Viviers                     | Cathédrale Saint-Vincent de Viviers                                | 1906 | Classée    | « PA00116856 », notice no PA00116856 | État                                   | Cathédrale          | Catholique romain   |
| 20  | Ariège                  | Mirepoix                    | Ancienne cathédrale Saint-Maurice de Mirepoix                      | 1907 | Classée    | « PA00093826 », notice no PA00093826 | Commune                                | Ancienne cathédrale | Catholique romain   |
| 21  | Ariège                  | Pamiers                     | Cathédrale Saint-Antonin de Pamiers                                | 1906 | Classée    | « PA00093896 », notice no PA00093896 | État                                   | Cathédrale          | Catholique romain   |
| 22  | Ariège                  | Saint-Lizier                | Cathédrale Saint-Lizier de Saint-Lizier                            | 1886 | Classée    | « PA00093909 », notice no PA00093909 | Commune                                | Ancienne cathédrale | Catholique romain   |
| 23  | Ariège                  | Saint-Lizier                | Cathédrale Notre-Dame-de-la-Sède de Saint-Lizier                   | 1994 | Classée    | « PA00132944 », notice no PA00132944 | Département                            | Ancienne cathédrale | Catholique romain   |
| 24  | Aube                    | Troyes                      | Cathédrale Saint-Pierre-et-Saint-Paul de Troyes                    | 1862 | Classée    | « PA00078250 », notice no PA00078250 | État                                   | Cathédrale          | Catholique romain   |
| 25  | Aude                    | Alet-les-Bains              | Cathédrale Notre-Dame d'Alet-les-Bains                             | 1862 | Classée    | « PA00102515 », notice no PA00102515 | Commune                                | Ancienne cathédrale | Catholique romain   |
| 26  | Aude                    | Carcassonne                 | Église Saint-Nazaire de Carcassonne                                | 1840 | Classée    | « PA00102592 », notice no PA00102592 | État                                   | Ancienne cathédrale | Catholique romain   |
| 27  | Aude                    | Carcassonne                 | Cathédrale Saint-Michel de Carcassonne                             | 1886 | Classée    | « PA00102584 », notice no PA00102584 | État                                   | Cathédrale          | Catholique romain   |
| 28  | Aude                    | Narbonne                    | Cathédrale Saint-Just-et-Saint-Pasteur de Narbonne                 | 1840 | Classée    | « PA00102790 », notice no PA00102790 | Commune                                | Ancienne cathédrale | Catholique romain   |
| 29  | Aude                    | Saint-Papoul                | Abbaye de Saint-Papoul                                             | 1846 | Classée    | « PA00102891 », notice no PA00102891 | Commune, propriété privée, association | Ancienne cathédrale | Catholique romain   |
| 30  | Aveyron                 | Rodez                       | Cathédrale Notre-Dame de Rodez                                     | 1862 | Classée    | « PA00094108 », notice no PA00094108 | État                                   | Cathédrale          | Catholique romain   |
| 31  | Aveyron                 | Vabres-l'Abbaye             | Cathédrale Saint-Sauveur de Vabres-l'Abbaye                        | 1992 | Inscrite   | « PA00094248 », notice no PA00094248 | Commune                                | Ancienne cathédrale | Catholique romain   |
| 33  | Bas-Rhin                | Strasbourg                  | Cathédrale Notre-Dame de Strasbourg                                | 1862 | Classée    | « PA00085015 », notice no PA00085015 | État                                   | Cathédrale          | Catholique romain   |
| 34  | Bouches-du-Rhône        | Aix-en-Provence             | Cathédrale Saint-Sauveur d'Aix-en-Provence                         | 1840 | Classée    | « PA00080981 », notice no PA00080981 | État                                   | Cathédrale          | Catholique romain   |
| 35  | Bouches-du-Rhône        | Arles                       | Ancienne cathédrale Saint-Trophime d'Arles                         | 1840 | Classée    | « PA00081139 », notice no PA00081139 | Commune                                | Ancienne cathédrale | Catholique romain   |
| 36  | Bouches-du-Rhône        | Marseille                   | Cathédrale de la Vieille Major de Marseille                        | 1840 | Classée    | « PA00081336 », notice no PA00081336 | État                                   | Ancienne cathédrale | Catholique romain   |
| 37  | Bouches-du-Rhône        | Marseille                   | Cathédrale Sainte-Marie-Majeure de Marseille                       | 1906 | Classée    | « PA00081326 », notice no PA00081326 | État                                   | Cathédrale          | Catholique romain   |
| 38  | Calvados                | Bayeux                      | Cathédrale Notre-Dame de Bayeux                                    | 1862 | Classée    | « PA00111042 », notice no PA00111042 | État                                   | Cathédrale          | Catholique romain   |
| 39  | Calvados                | Lisieux                     | Cathédrale Saint-Pierre de Lisieux                                 | 1840 | Classée    | « PA00111473 », notice no PA00111473 | Commune                                | Ancienne cathédrale | Catholique romain   |
| 40  | Cantal                  | Saint-Flour                 | Cathédrale Saint-Pierre-et-Saint-Flour de Saint-Flour              | 1906 | Classée    | « PA00093609 », notice no PA00093609 | État                                   | Cathédrale          | Catholique romain   |
| 41  | Charente                | Angoulême                   | Cathédrale Saint-Pierre d'Angoulême                                | 1840 | Classée    | « PA00104203 », notice no PA00104203 | État                                   | Cathédrale          | Catholique romain   |
| 42  | Charente-Maritime       | La Rochelle                 | Cathédrale Saint-Louis de La Rochelle                              | 1906 | Classée    | « PA00104876 », notice no PA00104876 | État                                   | Cathédrale          | Catholique romain   |
| 43  | Charente-Maritime       | Saintes                     | Cathédrale Saint-Pierre de Saintes                                 | 1862 | Classée    | « PA00105252 », notice no PA00105252 | Commune                                | Ancienne cathédrale | Catholique romain   |
| 44  | Cher                    | Bourges                     | Cathédrale Saint-Étienne de Bourges                                | 1862 | Classée    | « PA00096656 », notice no PA00096656 | État                                   | Cathédrale          | Catholique romain   |
| 45  | Corrèze                 | Tulle                       | Cathédrale Notre-Dame de Tulle                                     | 1862 | Classée    | « PA00099912 », notice no PA00099912 | État                                   | Cathédrale          | Catholique romain   |
| 46  | Corse-du-Sud            | Ajaccio                     | Cathédrale Notre-Dame-de-l'Assomption d'Ajaccio                    | 1906 | Classée    | « PA00099058 », notice no PA00099058 | Région                                 | Ancienne cathédrale | Catholique romain   |
| 47  | Corse-du-Sud            | Vico                        | Cathédrale Saint-Appien de Vico                                    | 1989 | Inscrite   | « PA00099133 », notice no PA00099133 | Société privée                         | Ancienne cathédrale | Catholique romain   |
| 48  | Côte-d'Or               | Dijon                       | Cathédrale Saint-Bénigne de Dijon                                  | 1862 | Classée    | « PA00112253 », notice no PA00112253 | État                                   | Cathédrale          | Catholique romain   |
| 49  | Côtes-d'Armor           | Saint-Brieuc                | Cathédrale Saint-Étienne de Saint-Brieuc                           | 1906 | Classée    | « PA00089582 », notice no PA00089582 | État                                   | Cathédrale          | Catholique romain   |
| 50  | Côtes-d'Armor           | Tréguier                    | Cathédrale Saint-Tugdual de Tréguier                               | 1840 | Classée    | « PA00089701 », notice no PA00089701 | Commune                                | Ancienne cathédrale | Catholique romain   |
| 51  | Dordogne                | Périgueux                   | Cathédrale Saint-Front                                             | 1840 | Classée    | « PA00082725 », notice no PA00082725 | État                                   | Cathédrale          | Catholique romain   |
| 52  | Dordogne                | Périgueux                   | Église Saint-Étienne-de-la-Cité                                    | 1840 | Classée    | « PA00082729 », notice no PA00082729 | Commune                                | Ancienne cathédrale | Catholique romain   |
| 53  | Dordogne                | Sarlat-la-Canéda            | Cathédrale Saint-Sacerdos de Sarlat                                | 1840 | Classée    | « PA00082916 », notice no PA00082916 | Commune                                | Ancienne cathédrale | Catholique romain   |
| 54  | Doubs                   | Besançon                    | Cathédrale Saint-Jean de Besançon                                  | 1875 | Classée    | « PA00101462 », notice no PA00101462 | État                                   | Cathédrale          | Catholique romain   |
| 55  | Drôme                   | Die                         | Cathédrale Notre-Dame de Die                                       | 1840 | Classée    | « PA00116933 », notice no PA00116933 | Commune                                | Ancienne cathédrale | Catholique romain   |
| 56  | Drôme                   | Saint-Paul-Trois-Châteaux   | Cathédrale Notre-Dame de Saint-Paul-Trois-Châteaux                 | 1840 | Classée    | « PA00117054 », notice no PA00117054 | Commune                                | Ancienne cathédrale | Catholique romain   |
| 57  | Drôme                   | Valence                     | Cathédrale Saint-Apollinaire de Valence                            | 1862 | Classée    | « PA00117085 », notice no PA00117085 | État                                   | Cathédrale          | Catholique romain   |
| 58  | Essonne                 | Corbeil-Essonnes            | Cathédrale Saint-Spire de Corbeil-Essonnes                         | 1840 | Classée    | « PA00087863 », notice no PA00087863 | Commune                                | Ancienne cathédrale | Catholique romain   |
| 59  | Eure                    | Évreux                      | Cathédrale Notre-Dame d'Évreux                                     | 1862 | Classée    | « PA00099400 », notice no PA00099400 | État                                   | Cathédrale          | Catholique romain   |
| 60  | Eure-et-Loir            | Chartres                    | Cathédrale Notre-Dame de Chartres                                  | 1862 | Classée    | « PA00096993 », notice no PA00096993 | État                                   | Cathédrale          | Catholique romain   |
| 61  | Finistère               | Quimper                     | Cathédrale Saint-Corentin de Quimper                               | 1862 | Classée    | « PA00090326 », notice no PA00090326 | État                                   | Cathédrale          | Catholique romain   |
| 62  | Finistère               | Saint-Pol-de-Léon           | Cathédrale Saint-Paul-Aurélien de Saint-Pol-de-Léon                | 1840 | Classée    | « PA00090425 », notice no PA00090425 | Commune                                | Ancienne cathédrale | Catholique romain   |
| 63  | Gard                    | Alès                        | Cathédrale Saint-Jean-Baptiste d'Alès                              | 1914 | Classée    | « PA00102948 », notice no PA00102948 | Commune                                | Ancienne cathédrale | Catholique romain   |
| 64  | Gard                    | Nîmes                       | Cathédrale Notre-Dame-et-Saint-Castor de Nîmes                     | 1906 | Classée    | « PA00103092 », notice no PA00103092 | État                                   | Cathédrale          | Catholique romain   |
| 65  | Gard                    | Uzès                        | Cathédrale Saint-Théodorit d'Uzès                                  | 1963 | Classée    | « PA00103250 », notice no PA00103250 | Commune                                | Ancienne cathédrale | Catholique romain   |
| 66  | Gers                    | Auch                        | Cathédrale Sainte-Marie d'Auch                                     | 1906 | Classée    | « PA00094702 », notice no PA00094702 | État                                   | Cathédrale          | Catholique romain   |
| 67  | Gers                    | Condom                      | Cathédrale Saint-Pierre de Condom                                  | 1840 | Classée    | « PA00094770 », notice no PA00094770 | Commune                                | Ancienne cathédrale | Catholique romain   |
| 68  | Gers                    | Lectoure                    | Cathédrale Saint-Gervais-Saint-Protais de Lectoure                 | 1912 | Classée    | « PA00094838 », notice no PA00094838 | Commune                                | Ancienne cathédrale | Catholique romain   |
| 69  | Gers                    | Lombez                      | Cathédrale Sainte-Marie de Lombez                                  | 1846 | Classée    | « PA00094844 », notice no PA00094844 | Commune                                | Ancienne cathédrale | Catholique romain   |
| 70  | Gironde                 | Bazas                       | Cathédrale Saint-Jean-Baptiste de Bazas                            | 1840 | Classée    | « PA00083131 », notice no PA00083131 | Commune                                | Ancienne cathédrale | Catholique romain   |
| 71  | Gironde                 | Bordeaux                    | Cathédrale Saint-André de Bordeaux                                 | 1862 | Classée    | « PA00083160 », notice no PA00083160 | État                                   | Cathédrale          | Catholique romain   |
| 72  | Guadeloupe              | Basse-Terre                 | Cathédrale Notre-Dame-de-Guadeloupe                                | 1975 | Classée    | « PA00105849 », notice no PA00105849 | État                                   | Cathédrale          | Catholique romain   |
| 73  | Guyane                  | Cayenne                     | Cathédrale Saint-Sauveur de Cayenne                                | 1992 | Classée    | « PA00105932 », notice no PA00105932 | Département                            | Cathédrale          | Catholique romain   |
| 74  | Haute-Corse             | Bastia                      | Pro-cathédrale Sainte-Marie de Bastia                              | 2000 | Classée    | « PA00099162 », notice no PA00099162 | Commune                                | Ancienne cathédrale | Catholique romain   |
| 75  | Haute-Corse             | Calvi                       | Pro-cathédrale Saint-Jean-Baptiste de Calvi                        | 1920 | Classée    | « PA00099171 », notice no PA00099171 | Commune                                | Ancienne cathédrale | Catholique romain   |
| 76  | Haute-Corse             | Lucciana                    | Cathédrale Sainte-Marie-de-l'Assomption de Lucciana                | 1886 | Classée    | « PA00099209 », notice no PA00099209 | Commune                                | Ancienne cathédrale | Catholique romain   |
| 77  | Haute-Corse             | Saint-Florent               | Église Sainte-Marie de Saint-Florent                               | 1840 | Classée    | « PA00099241 », notice no PA00099241 | Commune                                | Ancienne cathédrale | Catholique romain   |
| 78  | Haute-Garonne           | Rieux-Volvestre             | Cathédrale de la Nativité-de-Marie de Rieux                        | 1923 | Classée    | « PA00094436 », notice no PA00094436 | Commune                                | Ancienne cathédrale | Catholique romain   |
| 79  | Haute-Garonne           | Saint-Bertrand-de-Comminges | Cathédrale Notre-Dame de Saint-Bertrand-de-Comminges               | 1840 | Classée    | « PA00094447 », notice no PA00094447 | Commune                                | Ancienne cathédrale | Catholique romain   |
| 80  | Haute-Garonne           | Toulouse                    | Cathédrale Saint-Étienne de Toulouse                               | 1862 | Classée    | « PA00094498 », notice no PA00094498 | État                                   | Cathédrale          | Catholique romain   |
| 81  | Haute-Loire             | Le Puy-en-Velay             | Cathédrale Notre-Dame-de-l'Annonciation du Puy-en-Velay            | 1862 | Classée    | « PA00092743 », notice no PA00092743 | État                                   | Cathédrale          | Catholique romain   |
| 82  | Haute-Marne             | Langres                     | Cathédrale Saint-Mammès de Langres                                 | 1862 | Classée    | « PA00079088 », notice no PA00079088 | État                                   | Cathédrale          | Catholique romain   |
| 83  | Hautes-Alpes            | Embrun                      | Cathédrale Notre-Dame d'Embrun                                     | 1840 | Classée    | « PA00080556 », notice no PA00080556 | Commune                                | Ancienne cathédrale | Catholique romain   |
| 84  | Hautes-Alpes            | Gap                         | Cathédrale Notre-Dame-et-Saint-Arnoux de Gap                       | 1906 | Classée    | « PA00080566 », notice no PA00080566 | État                                   | Cathédrale          | Catholique romain   |
| 85  | Haute-Savoie            | Annecy                      | Cathédrale Saint-Pierre d'Annecy                                   | 1906 | Classée    | « PA00118342 », notice no PA00118342 | Commune                                | Cathédrale          | Catholique romain   |
| 86  | Hautes-Pyrénées         | Tarbes                      | Cathédrale Notre-Dame-de-la-Sède de Tarbes                         | 1906 | Classée    | « PA00095426 », notice no PA00095426 | État                                   | Cathédrale          | Catholique romain   |
| 87  | Haute-Vienne            | Limoges                     | Cathédrale Saint-Étienne de Limoges                                | 1862 | Classée    | « PA00100333 », notice no PA00100333 | État                                   | Cathédrale          | Catholique romain   |
| 88  | Hauts-de-Seine          | Nanterre                    | Cathédrale Sainte-Geneviève-et-Saint-Maurice de Nanterre           | 1975 | Classée    | « PA00088126 », notice no PA00088126 | Commune                                | Cathédrale          | Catholique romain   |
| 89  | Hérault                 | Agde                        | Cathédrale Saint-Étienne d'Agde                                    | 1840 | Classée    | « PA00103340 », notice no PA00103340 | Commune                                | Ancienne cathédrale | Catholique romain   |
| 90  | Hérault                 | Béziers                     | Cathédrale Saint-Nazaire de Béziers                                | 1840 | Classée    | « PA00103374 », notice no PA00103374 | Commune                                | Ancienne cathédrale | Catholique romain   |
| 91  | Hérault                 | Lodève                      | Cathédrale Saint-Fulcran de Lodève                                 | 1840 | Classée    | « PA00103478 », notice no PA00103478 | Commune                                | Ancienne cathédrale | Catholique romain   |
| 92  | Hérault                 | Montpellier                 | Cathédrale Saint-Pierre de Montpellier                             | 1906 | Classée    | « PA00103522 », notice no PA00103522 | État                                   | Cathédrale          | Catholique romain   |
| 93  | Hérault                 | Saint-Pons-de-Thomières     | Cathédrale Saint-Pons de Saint-Pons-de-Thomières                   | 1840 | Classée    | « PA00103707 », notice no PA00103707 | Commune                                | Ancienne cathédrale | Catholique romain   |
| 94  | Hérault                 | Villeneuve-lès-Maguelone    | Cathédrale Saint-Pierre-et-Saint-Paul de Maguelone                 | 1840 | Classée    | « PA00103757 », notice no PA00103757 | Commune                                | Ancienne cathédrale | Catholique romain   |
| 95  | Ille-et-Vilaine         | Dol-de-Bretagne             | Cathédrale Saint-Samson de Dol-de-Bretagne                         | 1840 | Classée    | « PA00090544 », notice no PA00090544 | Commune                                | Ancienne cathédrale | Catholique romain   |
| 96  | Ille-et-Vilaine         | Rennes                      | Cathédrale Saint-Pierre de Rennes                                  | 1906 | Classée    | « PA00090675 », notice no PA00090675 | État                                   | Cathédrale          | Catholique romain   |
| 97  | Ille-et-Vilaine         | Saint-Malo                  | Cathédrale Saint-Pierre d'Aleth                                    | 1945 | Inscrite   | « PA00090800 », notice no PA00090800 | Commune                                | Ancienne cathédrale | Catholique romain   |
| 98  | Ille-et-Vilaine         | Saint-Malo                  | Cathédrale Saint-Vincent de Saint-Malo                             | 1910 | Classée    | « PA00090798 », notice no PA00090798 | Commune                                | Ancienne cathédrale | Catholique romain   |
| 99  | Indre-et-Loire          | Tours                       | Cathédrale Saint-Gatien de Tours                                   | 1862 | Classée    | « PA00098135 », notice no PA00098135 | État                                   | Cathédrale          | Catholique romain   |
| 100 | Isère                   | Grenoble                    | Cathédrale Notre-Dame de Grenoble                                  | 1862 | Classée    | « PA00117178 », notice no PA00117178 | État                                   | Cathédrale          | Catholique romain   |
| 101 | Isère                   | Vienne                      | Cathédrale Saint-Maurice de Vienne                                 | 1840 | Classée    | « PA00117325 », notice no PA00117325 | Commune                                | Ancienne cathédrale | Catholique romain   |
| 102 | Jura                    | Saint-Claude                | Cathédrale Saint-Pierre, Saint-Paul et Saint-André de Saint-Claude | 1906 | Classée    | « PA00102013 », notice no PA00102013 | État                                   | Cathédrale          | Catholique romain   |
| 103 | La Réunion              | Saint-Denis                 | Cathédrale de Saint-Denis de La Réunion                            | 1975 | Classée    | « PA00105812 », notice no PA00105812 | État                                   | Cathédrale          | Catholique romain   |
| 104 | Landes                  | Aire-sur-l'Adour            | Cathédrale Saint-Jean-Baptiste d'Aire                              | 1906 | Classée    | « PA00083917 », notice no PA00083917 | État                                   | Ancienne cathédrale | Catholique romain   |
| 105 | Landes                  | Dax                         | Cathédrale Notre-Dame de Dax                                       | 1946 | Classée    | « PA00083938 », notice no PA00083938 | Commune                                | Cathédrale          | Catholique romain   |
| 106 | Loire-Atlantique        | Nantes                      | Cathédrale Saint-Pierre-et-Saint-Paul de Nantes                    | 1862 | Classée    | « PA00108654 », notice no PA00108654 | État                                   | Cathédrale          | Catholique romain   |
| 107 | Loiret                  | Orléans                     | Cathédrale Sainte-Croix d'Orléans                                  | 1862 | Classée    | « PA00098836 », notice no PA00098836 | État                                   | Cathédrale          | Catholique romain   |
| 108 | Loir-et-Cher            | Blois                       | Cathédrale Saint-Louis de Blois                                    | 1906 | Classée    | « PA00098336 », notice no PA00098336 | État                                   | Cathédrale          | Catholique romain   |
| 109 | Lot                     | Cahors                      | Cathédrale Saint-Étienne de Cahors                                 | 1862 | Classée    | « PA00094997 », notice no PA00094997 | État                                   | Cathédrale          | Catholique romain   |
| 110 | Lot-et-Garonne          | Agen                        | Cathédrale Saint-Caprais d'Agen                                    | 1862 | Classée    | « PA00084035 », notice no PA00084035 | État                                   | Cathédrale          | Catholique romain   |
| 111 | Lozère                  | Mende                       | Basilique-cathédrale Notre-Dame-et-Saint-Privat de Mende           | 1906 | Classée    | « PA00103856 », notice no PA00103856 | État                                   | Cathédrale          | Catholique romain   |
| 112 | Maine-et-Loire          | Angers                      | Cathédrale Saint-Maurice d'Angers                                  | 1862 | Classée    | « PA00108866 », notice no PA00108866 | État                                   | Cathédrale          | Catholique romain   |
| 113 | Manche                  | Coutances                   | Cathédrale Notre-Dame de Coutances                                 | 1862 | Classée    | « PA00110375 », notice no PA00110375 | État                                   | Cathédrale          | Catholique romain   |
| 114 | Marne                   | Châlons-en-Champagne        | Cathédrale Saint-Étienne de Châlons                                | 1862 | Classée    | « PA00078610 », notice no PA00078610 | État                                   | Cathédrale          | Catholique romain   |
| 115 | Marne                   | Reims                       | Cathédrale Notre-Dame de Reims                                     | 1862 | Classée    | « PA00078776 », notice no PA00078776 | État                                   | Cathédrale          | Catholique romain   |
| 116 | Martinique              | Fort-de-France              | Cathédrale Saint-Louis de Fort-de-France                           | 1990 | Classée    | « PA00105958 », notice no PA00105958 | Commune                                | Cathédrale          | Catholique romain   |
| 117 | Martinique              | Saint-Pierre                | Cathédrale Notre-Dame-du-Bon-Port de Saint-Pierre                  | 1995 | Inscrite   | « PA00105950 », notice no PA00105950 | Association                            | Ancienne cathédrale | Catholique romain   |
| 118 | Mayenne                 | Laval                       | Cathédrale de la Sainte-Trinité de Laval                           | 1840 | Classée    | « PA00109523 », notice no PA00109523 | État                                   | Cathédrale          | Catholique romain   |
| 119 | Meurthe-et-Moselle      | Nancy                       | Cathédrale Notre-Dame-de-l'Annonciation de Nancy                   | 1906 | Classée    | « PA00106102 », notice no PA00106102 | État                                   | Cathédrale          | Catholique romain   |
| 120 | Meurthe-et-Moselle      | Toul                        | Cathédrale Saint-Étienne de Toul                                   | 1840 | Classée    | « PA00106374 », notice no PA00106374 | Commune                                | Ancienne cathédrale | Catholique romain   |
| 121 | Meuse                   | Verdun                      | Cathédrale Notre-Dame de Verdun                                    | 1906 | Classée    | « PA00106656 », notice no PA00106656 | État                                   | Cathédrale          | Catholique romain   |
| 122 | Morbihan                | Vannes                      | Cathédrale Saint-Pierre de Vannes                                  | 1906 | Classée    | « PA00091772 », notice no PA00091772 | État                                   | Cathédrale          | Catholique romain   |
| 123 | Moselle                 | Metz                        | Cathédrale Saint-Étienne de Metz                                   | 1930 | Classée    | « PA00106817 », notice no PA00106817 | État                                   | Cathédrale          | Catholique romain   |
| 124 | Nièvre                  | Nevers                      | Cathédrale Saint-Cyr-et-Sainte-Julitte de Nevers                   | 1862 | Classée    | « PA00112936 », notice no PA00112936 | État                                   | Cathédrale          | Catholique romain   |
| 125 | Nord                    | Cambrai                     | Cathédrale Notre-Dame de Grâce de Cambrai                          | 1906 | Classée    | « PA00107395 », notice no PA00107395 | État                                   | Cathédrale          | Catholique romain   |
| 126 | Nord                    | Lille                       | Cathédrale Notre-Dame-de-la-Treille                                | 2009 | Inscrite   | « PA59000146 », notice no PA59000146 | Association diocésaine de Lille        | Cathédrale          | Catholique romain   |
| 127 | Oise                    | Beauvais                    | Cathédrale Saint-Pierre de Beauvais                                | 1840 | Classée    | « PA00114502 », notice no PA00114502 | État                                   | Cathédrale          | Catholique romain   |
| 128 | Oise                    | Noyon                       | Cathédrale Notre-Dame de Noyon                                     | 1840 | Classée    | « PA00114786 », notice no PA00114786 | Commune                                | Ancienne cathédrale | Catholique romain   |
| 129 | Oise                    | Senlis                      | Cathédrale Notre-Dame de Senlis                                    | 1840 | Classée    | « PA00114883 », notice no PA00114883 | Commune                                | Ancienne cathédrale | Catholique romain   |
| 130 | Orne                    | Sées                        | Cathédrale Notre-Dame de Sées                                      | 1875 | Classée    | « PA00110943 », notice no PA00110943 | État                                   | Cathédrale          | Catholique romain   |
| 131 | Paris                   | Paris                       | Cathédrale américaine de Paris                                     | 1997 | Inscrite   | « PA75080002 », notice no PA75080002 | Société privée                         | Cathédrale          | Anglican            |
| 132 | Paris                   | Paris                       | Cathédrale Notre-Dame de Paris                                     | 1862 | Classée    | « PA00086250 », notice no PA00086250 | État                                   | Cathédrale          | Catholique romain   |
| 133 | Paris                   | Paris                       | Cathédrale Saint-Alexandre-Nevsky de Paris                         | 1981 | Classée    | « PA00088807 », notice no PA00088807 | Association                            | Cathédrale          | Orthodoxe russe     |
| 134 | Paris                   | Paris                       | Cathédrale grecque Saint-Étienne de Paris                          | 1995 | Inscrite   | « PA00135368 », notice no PA00135368 | État étranger                          | Cathédrale          | Orthodoxe grec      |
| 135 | Paris                   | Paris                       | Cathédrale Saint-Vladimir-le-Grand                                 | 1926 | Inscrite   | « PA00088490 », notice no PA00088490 |                                        | Cathédrale          | Catholique oriental |
| 136 | Pas-de-Calais           | Arras                       | Cathédrale Notre-Dame-et-Saint-Vaast d'Arras                       | 1906 | Classée    | « PA00107964 », notice no PA00107964 | État                                   | Cathédrale          | Catholique romain   |
| 137 | Pas-de-Calais           | Boulogne-sur-Mer            | Basilique Notre-Dame-de-l'Immaculée-Conception de Boulogne-sur-Mer | 1982 | Classée    | « PA00108227 », notice no PA00108227 | Commune                                | Ancienne cathédrale | Catholique romain   |
| 138 | Pas-de-Calais           | Saint-Omer                  | Cathédrale Notre-Dame de Saint-Omer                                | 1840 | Classée    | « PA00108403 », notice no PA00108403 | Commune                                | Ancienne cathédrale | Catholique romain   |
| 139 | Puy-de-Dôme             | Clermont-Ferrand            | Cathédrale Notre-Dame-de-l'Assomption de Clermont                  | 1862 | Classée    | « PA00091979 », notice no PA00091979 | État                                   | Cathédrale          | Catholique romain   |
| 140 | Pyrénées-Atlantiques    | Bayonne                     | Cathédrale Sainte-Marie de Bayonne                                 | 1862 | Classée    | « PA00084329 », notice no PA00084329 | État                                   | Cathédrale          | Catholique romain   |
| 141 | Pyrénées-Atlantiques    | Lescar                      | Cathédrale Notre-Dame-de-l'Assomption de Lescar                    | 1840 | Classée    | « PA00084433 », notice no PA00084433 | Commune                                | Ancienne cathédrale | Catholique romain   |
| 142 | Pyrénées-Atlantiques    | Oloron                      | Cathédrale Sainte-Marie d'Oloron                                   | 1939 | Classée    | « PA00084466 », notice no PA00084466 | Commune                                | Ancienne cathédrale | Catholique romain   |
| 143 | Pyrénées-Orientales     | Elne                        | Cathédrale Sainte-Eulalie-et-Sainte-Julie d'Elne                   | 1875 | Classée    | « PA00104012 », notice no PA00104012 |                                        | Ancienne cathédrale | Catholique romain   |
| 144 | Pyrénées-Orientales     | Perpignan                   | Cathédrale Saint-Jean-Baptiste de Perpignan                        | 1906 | Classée    | « PA00104067 », notice no PA00104067 | État                                   | Cathédrale          | Catholique romain   |
| 145 | Rhône                   | Lyon                        | Primatiale Saint-Jean de Lyon                                      | 1862 | Classée    | « PA00117785 », notice no PA00117785 | État                                   | Cathédrale          | Catholique romain   |
| 146 | Saône-et-Loire          | Autun                       | Cathédrale Saint-Lazare d'Autun                                    | 1840 | Classée    | « PA00113073 », notice no PA00113073 | État                                   | Cathédrale          | Catholique romain   |
| 147 | Saône-et-Loire          | Chalon-sur-Saône            | Cathédrale Saint-Vincent de Chalon-sur-Saône                       | 1903 | Classée    | « PA00113149 », notice no PA00113149 | Commune                                | Ancienne cathédrale | Catholique romain   |
| 148 | Saône-et-Loire          | Mâcon                       | Cathédrale Vieux-Saint-Vincent de Mâcon                            | 1862 | Classée    | « PA00113319 », notice no PA00113319 | Commune                                | Ancienne cathédrale | Catholique romain   |
| 149 | Sarthe                  | Le Mans                     | Cathédrale Saint-Julien du Mans                                    | 1862 | Classée    | « PA00109800 », notice no PA00109800 | État                                   | Cathédrale          | Catholique romain   |
| 150 | Savoie                  | Chambéry                    | Cathédrale Saint-François-de-Sales de Chambéry                     | 1906 | Classée    | « PA00118223 », notice no PA00118223 | État                                   | Cathédrale          | Catholique romain   |
| 151 | Savoie                  | Moûtiers                    | Cathédrale Saint-Pierre de Moûtiers                                | 1906 | Classée    | « PA00118283 », notice no PA00118283 | État                                   | Cathédrale          | Catholique romain   |
| 152 | Savoie                  | Saint-Jean-de-Maurienne     | Cathédrale Saint-Jean-Baptiste de Saint-Jean-de-Maurienne          | 1906 | Classée    | « PA00118296 », notice no PA00118296 | État                                   | Cathédrale          | Catholique romain   |
| 153 | Seine-Maritime          | Rouen                       | Cathédrale Notre-Dame de Rouen                                     | 1862 | Classée    | « PA00100800 », notice no PA00100800 | État                                   | Cathédrale          | Catholique romain   |
| 154 | Seine-Maritime          | Le Havre                    | Cathédrale Notre-Dame du Havre                                     | 1919 | Classée    | « PA00100696 », notice no PA00100696 | Commune                                | Cathédrale          | Catholique romain   |
| 155 | Seine-et-Marne          | Meaux                       | Cathédrale Saint-Étienne de Meaux                                  | 1840 | Classée    | « PA00087087 », notice no PA00087087 | État                                   | Cathédrale          | Catholique romain   |
| 156 | Seine-Saint-Denis       | Saint-Denis                 | Basilique Saint-Denis                                              | 1862 | Classée    | « PA00079952 », notice no PA00079952 | État                                   | Cathédrale          | Catholique romain   |
| 157 | Somme                   | Amiens                      | Cathédrale Notre-Dame d'Amiens                                     | 1862 | Classée    | « PA00116046 », notice no PA00116046 | État                                   | Cathédrale          | Catholique romain   |
| 158 | Tarn                    | Albi                        | Cathédrale Sainte-Cécile d'Albi                                    | 1862 | Classée    | « PA00095453 », notice no PA00095453 | État                                   | Cathédrale          | Catholique romain   |
| 159 | Tarn                    | Castres                     | Cathédrale Saint-Benoît de Castres                                 | 1953 | Classée    | « PA00095507 », notice no PA00095507 | Commune                                | Ancienne cathédrale | Catholique romain   |
| 160 | Tarn-et-Garonne         | Montauban                   | Cathédrale Notre-Dame-de-l'Assomption de Montauban                 | 1906 | Classée    | « PA00095799 », notice no PA00095799 | État                                   | Cathédrale          | Catholique romain   |
| 161 | Territoire de Belfort   | Belfort                     | Cathédrale Saint-Christophe de Belfort                             | 1930 | Classée    | « PA00101135 », notice no PA00101135 | Commune                                | Cathédrale          | Catholique romain   |
| 162 | Val-d'Oise              | Pontoise                    | Cathédrale Saint-Maclou de Pontoise                                | 1840 | Classée    | « PA00080163 », notice no PA00080163 | Commune                                | Cathédrale          | Catholique romain   |
| 163 | Val-de-Marne            | Choisy-le-Roi               | Cathédrale Saint-Louis-et-Saint-Nicolas                            | 1975 | Classée    | « PA00079867 », notice no PA00079867 | Commune                                | Ancienne cathédrale | Catholique romain   |
| 164 | Var                     | Fréjus                      | Cathédrale Saint-Léonce de Fréjus                                  | 1862 | Classée    | « PA00081606 », notice no PA00081606 | État                                   | Cathédrale          | Catholique romain   |
| 165 | Var                     | Toulon                      | Cathédrale Notre-Dame-de-la-Seds de Toulon                         | 1997 | Classée    | « PA00081749 », notice no PA00081749 | Commune                                | Cathédrale          | Catholique romain   |
| 166 | Vaucluse                | Apt                         | Cathédrale Sainte-Anne d'Apt                                       | 1846 | Classée    | « PA00081800 », notice no PA00081800 | Commune                                | Ancienne cathédrale | Catholique romain   |
| 167 | Vaucluse                | Avignon                     | Cathédrale Notre-Dame des Doms d'Avignon                           | 1840 | Classée    | « PA00081814 », notice no PA00081814 | État                                   | Cathédrale          | Catholique romain   |
| 168 | Vaucluse                | Carpentras                  | Cathédrale Saint-Siffrein de Carpentras                            | 1840 | Classée    | « PA00082003 », notice no PA00082003 | Commune                                | Ancienne cathédrale | Catholique romain   |
| 169 | Vaucluse                | Cavaillon                   | Cathédrale Notre-Dame-et-Saint-Véran de Cavaillon                  | 1840 | Classée    | « PA00082019 », notice no PA00082019 | Commune                                | Ancienne cathédrale | Catholique romain   |
| 170 | Vaucluse                | Orange                      | Cathédrale Notre-Dame-de-Nazareth d'Orange                         | 1921 | Classée    | « PA00082100 », notice no PA00082100 | Commune                                | Ancienne cathédrale | Catholique romain   |
| 171 | Vaucluse                | Vaison-la-Romaine           | Cathédrale Saint-Quenin de Vaison-la-Romaine                       | 1994 | Classée    | « PA00082183 », notice no PA00082183 | Commune                                | Ancienne cathédrale | Catholique romain   |
| 172 | Vaucluse                | Vaison-la-Romaine           | Cathédrale Notre-Dame-de-Nazareth de Vaison                        | 1840 | Classée    | « PA00082179 », notice no PA00082179 | Commune                                | Ancienne cathédrale | Catholique romain   |
| 173 | Vendée                  | Luçon                       | Cathédrale Notre-Dame-de-l'Assomption de Luçon                     | 1906 | Classée    | « PA00110153 », notice no PA00110153 | État                                   | Cathédrale          | Catholique romain   |
| 174 | Vendée                  | Maillezais                  | Cathédrale Saint-Pierre de Maillezais                              | 1924 | Classée    | « PA00110162 », notice no PA00110162 | personne privée                        | Ancienne cathédrale | Catholique romain   |
| 175 | Vienne                  | Poitiers                    | Cathédrale Saint-Pierre de Poitiers                                | 1875 | Classée    | « PA00105586 », notice no PA00105586 | État                                   | Cathédrale          | Catholique romain   |
| 176 | Vosges                  | Saint-Dié-des-Vosges        | Cathédrale Saint-Dié de Saint-Dié-des-Vosges                       | 1886 | Classée    | « PA00107275 », notice no PA00107275 | État                                   | Cathédrale          | Catholique romain   |
| 177 | Yonne                   | Auxerre                     | Cathédrale Saint-Étienne d'Auxerre                                 | 1840 | Classée    | « PA00113586 », notice no PA00113586 | Commune                                | Ancienne cathédrale | Catholique romain   |
| 178 | Yonne                   | Sens                        | Cathédrale Saint-Étienne de Sens                                   | 1840 | Classée    | « PA00113853 », notice no PA00113853 | État                                   | Cathédrale          | Catholique romain   |
| 179 | Yvelines                | Versailles                  | Cathédrale Saint-Louis de Versailles                               | 1906 | Classée    | « PA00087667 », notice no PA00087667 | État                                   | Cathédrale          | Catholique romain   |